# 紅寶石 (華盛頓州)
紅寶石 (華盛頓州)（英語：Ruby, Washington）是一座位於美國華盛頓州奧卡諾根縣的鬼鎮。

## 歷史
1886年，附近的紅寶石山與孔雀丘發現了銀礦。1887年，鮭魚溪旁的新礦場與營區建立，營區被稱為紅寶石或紅寶石市，人口約700人。1888年，70棟建築沿著主要街道建立起來。1889年，紅寶石成為奧卡諾根縣縣治。一分刊物上以「紅寶石礦工」來形容這片地區的富庶。因1893恐慌使銀價大跌後，此城逐漸被人們拋棄。今日，紅寶石已成為一座鬼鎮。